# Murchante
Murchante  (baskisch Murtzaindi, Murtxante) ist eine Gemeinde (Municipio) in Navarra, Spanien, mit 4.239 Einwohnern (Stand: 2024), die mehrheitlich spanischsprachig sind.

## Geografische Lage
Murchante liegt im Süden der Region Navarra in einer Höhe von ca. 320 m. Die Ortschaft liegt etwa 120 Kilometer südlich von Pamplona und etwa 75 Kilometer nordwestlich von Saragossa.

## Sehenswürdigkeiten
- Kirche Mariä Himmelfahrt (Iglesia de Nuestra Señora de la Asunción), 1952 erbaut
- Museum Basiano

## Söhne und Töchter der Stadt
- Jesús Basiano Martínez (1889–1966), Maler
- Pilar García Escribano (* 1942), Malerin
- Iñigo Sebastián (* 1994), Fußballspieler
- Tarsicio Aguado Arriazu (* 1994), Fußballspieler